# Ace Ventura 3 – Der Tier-Detektiv
Ace Ventura 3 – Der Tier-Detektiv (Originaltitel: Ace Ventura Jr: Pet Detective) ist eine US-amerikanische Action-Abenteuer-Komödie aus dem Jahr 2009. Sie wurde für das Fernsehen produziert und lief anders als die beiden Vorgänger Ace Ventura – Ein tierischer Detektiv (1994) und Ace Ventura – Jetzt wird’s wild (1995) nicht im Kino. In Deutschland wurde der Film am 28. August 2010 bei ProSieben erstmals ausgestrahlt. Jim Carrey, der in den ersten beiden Filmen die Titelrolle spielte, ist nicht wieder dabei. Stattdessen spielt Josh Flitter den 12-jährigen Sohn Venturas, Ace Ventura jr. und übernimmt damit die Hauptrolle im Film.

## Handlung
Der 12-jährige Ace Ventura jr. lebt allein mit seiner Mutter Melissa Ventura. Sein Vater Ace Ventura ist seit einer Expedition zur Rettung von Wildgänsen, zu deren Zweck er mit einem Ultraleichtflugzeug unterwegs war, über dem Bermudadreieck verschollen. Seine Mutter ist im örtlichen Zoo angestellt. Als diesem aus China zwei Pandas ausgeliehen werden und einer davon des Nachts entführt wird, wird Melissa vom leitenden Beamten bei den Ermittlungen der Nationalen Behörde für Fisch und Wild, Russel Hollander, der Tat beschuldigt und festgenommen. Damit Ace nicht allein für sich sorgen muss, bittet Melissa Ace’ Großvater, Grandpa Ventura, auf den Jungen aufzupassen. Dieser klärt Ace über die Familientradition mit der besonderen Verbundenheit zur Tierwelt auf. Ace macht sich auf, den verschwundenen Panda zu finden und so die Unschuld seiner Mutter zu beweisen. Hierbei helfen ihm seine neuen Freunde A Plus und Laura. Gemeinsam kommen sie dahinter, dass Dr. Sickinger das Tier entführt haben muss. Als sie ihn stellen wollen, kann dieser sie von seiner Unschuld überzeugen. Zusammen ermitteln sie, dass die Penningtons die wahren Täter sind.

## Synchronisation
Die deutsche Synchronfassung wurde von Cineart TV Synchron hergestellt, dabei führte Michael Eder die Dialogregie und verfasste auch das Dialogbuch.
| Rollenname       | Darsteller           | Deutsche Synchronstimme |
| ---------------- | -------------------- | ----------------------- |
| A Plus           | Austin Rogers        | Patrick Roche           |
| Grandpa Ventura  | Ralph Waite          | Norbert Gastell         |
| Melissa Ventura  | Ann Cusack           | Christine Stichler      |
| Pennington Jr.   | Reed Alexander       | Tobias John von Freyend |
| Pennington Sr.   | Brian Patrick Clarke | Walter von Hauff        |
| Russel Hollander | Art LaFleur          | Thomas Rauscher         |

## Hintergrund
Jim Carrey nimmt die Rolle des Tierdetektivs nicht wieder auf. Stattdessen dreht sich der Film um den 12-jährigen Sohn seiner Figur aus den früheren Filmen, Ace Ventura jr.